# منوچهر صفا
منوچهر صفا فرزند محمدحسین نویسنده و مترجم ایرانی است که به خاطر رابطه با حزب نیروی سوم مدتی زندانی سیاسی نیز بود. غ. داوود و جمشید شیرازی اسم‌های مستعار منوچهر صفا بود. منوچهر صفا همچنین از پایه گذاران کانون نویسندگان ایران به شمار می رود.

## برخی از آثار
- اندر آداب و احوال

### ترجمه
- فلورانس در عصر دانته
- مقدمه ای بر سیاست
- روشنفکران